# Kitajski misijoni
Kitajski misijoni so katoliški misijoni na Kitajskem. Med temi imajo časten/velik delež tudi slovenski misijonarji.
Poleg katoliških so misijonarili na Kitajskem z večjim ali manjšim uspehom tudi pripadniki nekaterih drugih krščanskih skupnosti kot protestanti, anglikanci in nekatere krščanske ločine. Med najbolj uspešnimi drugimi verami so bili pa še muslimani.
Kar se tiče katoliških misijonov, so zabeležili velik napredek po prihodu jezuitskih misijonarjev, ki so se do skrajne meje prilagodili kitajskemu načinu razmišljanja in delovanja. Glede tega pa so polagoma vzniknili znotraj Cerkve prepiri, ki so največ prispevali k zapletu in pripeljali začasno do poloma tega velikopoteznega projekta.
Kitajski obredni spor (poenostavljeno kitajsko: 中国 礼仪 之 争; tradicionalno kitajsko: 中國 禮儀 之 爭; pinjin: Zhōngguó Lǐyí Zhī Zhēng) je bil spor med katoliškimi misijonarji glede zveze med versko vsebino v konfucijanstvu in kitajskimi obredi v 17. in 18. stoletju. V spor so bili vpleteni misijonarji posameznih redov, včasih celotne skupine; na drugi strani je v tem sodelovalo redovniško predstojništvo; večkrat je s svojimi odločitvami posegalo vanj vodstvo Cerkve; vključevali pa so se vanj tudi sami kitajski domačini-spreobrnjenci skupaj s svojimi mandarini in cesarjem.
V sporu ali prepiru so razpravljali o vprašanju, ali kitajska ljudska vera in kitajske obredne prakse – kot so: spoštovanje družinskih prednikov in drugi konfucijanski obredi, – spadajo med posvetne ali verske obrede. V drugem primeru bi bili nezdružljivi s katoliškim verovanjem.  Jezuiti so trdili, da so ti kitajski obredi posvetni rituali, ki so v določenih mejah združljivi s krščanstvom in jih je zato treba dopuščati; dominikanci in frančiškani pa se s tem niso strinjali in so o tem poročali v Rim, češ da jezuiti uvajajo v bogoslužje poganske obrede.
Rimska Družba za širjenje vere (Congregatio de propaganda fide; danes se imenuje Družba za oznanjevanje evangelija) se je leta 1645 postavila na stran dominikancev in na podlagi njihovega kratkega poročila obsodila kitajske obrede; vendar pa je ista združba leta 1656 stopila na stran jezuitov s tem, ko je odpravila prepoved. To je bil eden izmed številnih sporov med jezuiti in dominikanci na Kitajskem in drugod po Aziji, vključno z Japonsko in Indijo.
Spor je zajel vodilne evropske univerze, vpletel cesarja Kangšija iz vladarske hiše Čing; primer je obravnavalo tudi več papežev vključno s Klemenom XI. in Klemenom XIV.; posredovali so tudi uradi Svetega sedeža. Proti koncu 17. stoletja so se številni dominikanci in frančiškani strinjali z mnenjem jezuitov, toda Rim se s tem ni strinjal. Klemen XI. je šel tako daleč, da je kitajske obrede kratko malo prepovedal leta 1704. Leta 1742 je Benedikt XIV. šel še dlje: ne le, da je ponovno prepovedal obrede, ampak je prepovedal celo razpravljanje. 
Leta 1939 je po dveh stoletjih Sveti sedež to vprašanje ponovno ocenil. Pij XII. je tako 8. decembra 1939 izdal odlok, s katerim je kitajskim katoličanom dovolil, da upoštevajo obrede spoštovanja prednikov in sodelujejo pri slovesnostih v počastitev Konfucija. Starodavno splošno načelo, da včasih sprejmejo blagovestniki izročila domorodcev celo v krščansko cerkveno bogoslužje - pod pogojem seveda, da se takšna izročila skladajo z resničnim in pristnim duhom liturgije, je razglasil Drugi vatikanski koncil (1962–65).

## Pomembnejši predstavniki kitajskih misijonov
1. Marco Polo (1254-1324)
2. Alessandro Valignano (1539-1606)
3. Matteo Ricci (1552-1610)
4. Lazzaro Cattaneo (1560-1640)
5. Pavel Šu (1562-1633)
6. Nicolas Trigault (1577–1628)
7. Adam Schall (1591-1666)
8. Giacomo Rho (1593-1630)
9. Ferdinand Verbiest (1623-1688)
10. Ignaz Kögler (1680-1746)
11. Carlo Ambrogio Mezzabarba (1685-1741)
12. Giuseppe Castiglione (1688-1766)
13. Ferdinand Avguštin Hallerstein (1703-1774)
14. Jožef Kerec (1892-1974)
15. Aleš (Aleksij) Benigar (1893-1988)
16. Andrej Majcen (1904-1999)
17. Janez Janež (1913-1990)

## Ozadje

### Azijsko krščanstvo
Azija je pravzaprav domovina krščanstva. Ustanovil ga je Jezus Kristus v Palestini in se je najprej razširilo po zahodnem delu Azije. Od tam ga je kmalu izrinil islam. Obstajali so že prvotni poskusi, da bi se razširilo po Indiji (apostol Tomaž, a se je prav ukoreninilo le na Filipinih. 
Kitajska je v obliki nestorijanstva prišla že zgodaj v stik s krščanstvom. Najbolj znana oseba iz starejše dobe, ki je seznanil te dežele s krščanstvom in Evropo ter obratno, je bil popotnik, diplomat in raziskovalec Marco Polo ((1254-1324), ki je vzpostavil zvezo med Jeruzalemom, Rimom in papežem ter Kublajkanom.

### Oznanjevanje v novih deželah
Katolištvo je z reformacijo in samovoljnostjo angleškega kralja Henrika VIII. zgubilo velika področja v Evropi. S katoliško obnovo jih je pridobivalo nazaj le deloma. Širiti se je pa začelo med dotlej – kot so govorili tedaj – “poganskimi” narodi na novo odkrite Amerike; obenem pa so raziskovalci prodirali vedno globlje v Afriko in Azijo. Zanje je bilo samo po sebi razumljivo, da obenem širijo krščanstvo; to delo je zlasti napredovalo v Indiji, na Japonskem, Kitajskem in Filipinskem otočju. 
Osrednjo vlogo pri tem je imela novonastala Družba Jezusova, ki jo je skupaj z nekaj učenih navdušencev utemeljil 1534 sveti Ignacij Lojolski (1491-1556), a papež Pavel III. jo je potrdil že 1540. Eden od utemeljiteljev je bil tudi sveti Frančišek Ksaverij (1506-1552), ki je kljub zgodnji smrti krstil več sto tisoč nekristjanov v Indiji, na Japonskem in celo na Kitajskem, kjer je kristjanom bil dostop prepovedan celo pod smrtno kaznijo. Njegovo delo so nadaljevali soredovniki, ki so se tamkajšnjim šegam na zunaj tako prilagodili, da jih je ljudstvo in izobraženstvo navdušeno sprejelo. Tako so sprejeli kitajske običaje glede oblačenja, hrane, prisostvovanja nekaterim obredom in spoštovanja rajnih Ricci, Schall, Rho, da so bili dobrodošli celo na cesarskem dvoru.

#### Urbaniana,De propaganda fide
Oznanjevanje in spreobračanje je bilo povezano z mnogimi žrtvami, ter je zahtevalo velika gmotna sredstva; kazala pa se je vedno bolj potreba po osredinjenju in enotnem usmerjanju svetovnega dogajanja. Seveda je postal naravno središče Rim, kjer je Gregor XIII. ustanovil odbor treh kardinalov za zunanje misijone. Papež Klemen VIII. je to področje razširil; papež Urban VIII. pa je v ta namen leta 1627 zgradil velikansko semenišče za misijonske poklice, ki je po njem dobilo ime Urbaniana.
Papež Gregor XV. je podjetju dal trajno veljavo z ustanovitvijo Družbe za širjenje vere (latinsko Congregatio De propaganda fide), in ki jo je sveti Pavel VI. 1967 preimenoval v Družbo za oznanjevanje evangelija (latinsko Congregatio pro gentium evangelizatione; italijansko Congregazione per l'evangelizzazione dei popoli)

### Zgodnje prilagoditve domačim šegam

#### Jezuitje in kitajski misijoni
Za razliko od ameriške celine, ki sta jo z vojaško silo osvojili Španija in Portugalska - in so misijonarji tja kar presadili evropsko krščanstvo -, so evropski misijonarji v Aziji naleteli na urejene ter združene, starodavne in pismene družbe, ki se jih še nista dotaknila evropski vpliv ali nacionalne napetosti - in je bilo pri oznanjevanju to vredno upoštevanja.
Seveda smemo od tega izvzeti Filipine, ki so glede prihoda krščanstva imeli zgodovino podobno ameriški, in so tako rekoč skoraj v celoti postali katoliška dežela. Ne le to: tam še sedaj veljajo - kar je menda unicum - cerkveni zakoni za državne. Tako je prepovedano »liberalno« uravnavanje rojstev in reševanje družinskih zadev kot je npr. ločitev zakona, splav, uporaba protispočetnih sredstev. V vseh drugih azijskih deželah pa niti krščanstvo, še manj pa katoličanstvo, ne predstavlja večinske religije.

#### Valignanovo prilagajanje »Vzhodnjakom«
Prvi obiskovalec (vizitator oziroma nadzornik) jezuitov se je v primeru Japonske zavzel za prilagajanje krščanskih običajev azijski družbi s svojima Résolutions (Pravila) in Cérémonial (Obrednik), ki pa ju je povzel po že obstoječih knjigah misijonarjev, ki so delovali v Vietnamu.
Leta 1579 je namreč prišel na Japonsko ta jezuitski obiskovalec (=vizitator) - podjetni in učeni Alessandro Valignano. , ki je uspešno širil krščanstvo na Daljnem vzhodu, zlasti na Japonskem in Kitajskem. Jezuitski zgodovinar Campbell ga ima za »največjega jezuitskega misijonarja na Vzhodu po svetem Frančišku Ksaveriju«.
Valignano je torej na Japonskem uredil jezuitsko misijonsko postajo ter odkril nepričakovano deželo s starodavno in prefinjeno urejeno omiko. S podporo japonskih plemičev je priredil potovanje po Evropi s štirimi mladimi japonskimi aristokrati; njihove zgodbe predstavljajo jedro dela -, ki je presenetljivo po svoji sodobnosti, namenjeni tkanju »kulture dialoga«. Prav to spoznanje ga je navdihnilo, da je kot prvi udejanjil načelo prilagajanja (inkulturacije) za dosego spreobračanja Vzhodnjakov. Najprej ga je uporabil že v Indiji in na Japonskem, ter ga nato razširil med misijonarje v vzhodni Aziji s svojim "Priročnikom za misijonarje na Japonskem", ki je bil najprej napisan v španščini pod naslovom Advertimientos aserca de las costumbres de los Jappones o Cerimoniale. 
Šele v našem času je bilo to zanimivo in koristno delo prevedeno v italijanščino in angleščino, celo pri različnih založbah.
Kot se pogostoma dogaja s predhodniki, je zanimivo in poučno delo Advertimientos aserca de las costumbres de los Jappones o Cerimoniale – kmalu padlo v pozabo. Urediti je hotelo delovanje Družbe Jezusove na Japonskem vse do 1592, ko je Valignano vdrugič zapustil otočje. Malo pred tem ga je nadomestil z Libro delle Regole (Knjigo pravil), v kateri so našli mesto le nekateri deli iz Cerimoniala (Obrednika). V italijanščini so izšli ponovno šele 1946 v kritični izdaji, ki jo je pripravil Josef Franz Schütte.
Osnovno vprašanje je namreč bilo, kako prilagoditi krščanska načela starodavni omiki različnih daljnovzhodnih narodov. 
Podobno in sodobno vprašanju malabarskih obredov, ki se je tikalo Indije, se je pojavilo vprašanje tudi glede načina misijonarjenja v Kitajskih misijonih. Nastalo je ob potovanjih, ki so jih skupine zahodnih misijonarjev opravljale po Daljnem vzhodu z namenom oznanjevanja evangelija prebivalcem tega območja. 
V tem smislu je bilo izdano tudi priporočilo Družbe za širjenje vere (Propaganda fide) v letu 1659, kjer je poudarjeno, da »je treba oznanjati pravo vero, ki ne zavrača in ne škoduje običajem in izročilom ljudstev, razen če bi bili nenravni«. 
Med kitajskimi misijonarji je bilo veliko Valignanovih učencev, med njimi tudi Matteo Ricci, ki je nadaljeval učiteljevo pionirsko delo prilagajanja. On pa ni dočakal Valignanove vrnitve na Kitajsko, saj je učitelj umrl 1606; ne dolgo zatem pa tudi sam njegov učenec Ricci (1610].

#### Riccijeva prilagajanja
Na Kitajskem je Matteo Ricci ponovno uporabil Obrednik in ga prilagodil kitajski miselnosti. V nekem trenutku so jezuiti celo začeli nositi haljo budističnih menihov, preden so sprejeli uglednejšo svileno obleko kitajskih učenjakov. Riccijeve krščanske poglede na konfucijanstvo in kitajske obrede so pogosto poimenovali Riccijeve smrenice, (Directives of Matteo Ricci; kitajsko: 利瑪竇規矩); sledili so jim jezuitski misijonarji na Kitajskem in Japonskem.
V odloku z dne 23. marca 1656 je papež Aleksander VII. sprejel prakso »naklonjeno kitajskim običajem«; potrdil je odlok papeža Pavla V. iz leta 1615, ki je sprejel uporabo kitajščine v bogoslužju, kar je bila opazna izjema glede na latinsko-katoliško ureditev, kjer je bila na splošno prepovedana uporaba krajevnih jezikov.
Za časa papež Aleksandra VII. je leta 1659 podala navodila Družba za širjenje vere (takrat znana kot Propaganda Fide, danes Družba za oznanjevanje evangelija) novim misijonarjem za Azijo; jasno so bile naznačene določbe, da je najpomembnejše prilagajanje krajevnim običajem in spoštovanje navad dežel, ki jih je treba evangelizirati:
Ne ravnajte vneto, ne navajajte nobenih razlogov, da bi te ljudi prepričali, naj spremenijo svoje obrede, običaje ali navade, razen če očitno nasprotujejo veri [tj. katoliškemu krščanstvu] in nravnosti. Kaj bi bilo bolj nespametno kot pripeljati Francijo, Španijo, Italijo ali katero koli drugo evropsko državo k Kitajcem? Ne prinašajte jim naših držav, temveč jim prinesite vero: vero torej, ki ne zavrača in ne prizadeva obredov, niti običajev nobenega ljudstva, pod pogojem, da ti niso nenravni, ampak da jih namesto tega varuje.— Izvleček iz navodil iz leta 1659, ki jih je Palluju in Motteju iz pariškega združenja za zunanje misijone dala družba za širjenje vere. 

#### Ugoden sprejem na Kitajskem
Jezusova družba je torej uspešno prodrla na Kitajsko in služila na cesarskem dvoru. Kitajce so navdušili s svojim znanjem evropske astronomije in mehanike; pravzaprav so vodili cesarsko zvezdarno. Cesar Kangši je bil jezuitskim misijonarjem, ki so delovali na Kitajskem, najprej naklonjen. Njihove natančne metode so mu omogočile, da je uspešno napovedal mrk, eno svojih obrednih dolžnosti. Bil je hvaležen za storitve, ki so mu jih zagotavljali na področjih astronomije, diplomacije in izdelave topništva. Jezuitska prevajalca Gerbillon in Pereira sta sodelovala pri pogajanjih o Nerčinski pogodbi leta 1689, kjer sta pomagala pri prevajanju. Jezuiti so pomembno prispevali k uspešnosti cesarske vojske z razširjanjem evropske topniške tehnologije, s katero so jih naučili ulivanja topov različnih kalibrov. Cesar Kangši je na svojem dvoru držal tudi slikarja Castiglioneja in več jezuitov kot znanstvenike in umetnike.
Do konca 17. stoletja so jezuitje spreobrnili veliko domačinov. Po drugi strani pa so bili navdušeni nad znanjem in bistroumnostjo konfucijanske učenjaške elite večinskih Kitajcev in so se prilagodili njihovemu starodavnemu miselnemu in življenjskemu slogu.
Leta 1692 je cesar Kangši izdal tolerančni edikt glede svobodnega izpovedovanja krščanstva (kitajsko: 容敎令 ali kitajsko: 正敎奉傳).
Evropejci so zelo miroljubni; v deželah ne vznemirjajo in ne motijo, nikomur ne škodijo, ne delajo nobenih hudodelstev in njihovo učenje nima nič skupnega z lažnimi ločinami v cesarstvu, niti se ne nagibajo k spodbujanju upora... Odločili smo torej, da je treba ohraniti vse cerkve, posvečene nebeškemu Gospodarju, ne glede na to kje so, in omogočiti vsem, ki želijo častiti tega Boga, vstop v te cerkve, darovanje kadila in opravljanje obredov, ki jih po starodavnih navadah izvajajo kristjani. Zato naj jim odslej nihče več ne nasprotuje.
Ta odlok je povzdignil krščanstvo na Kitajskem na isto raven z budizmom in daoizmom.

## Spori

### Notranje različnosti
Če se čudimo, kako je moglo priti do tolikšnih prepirov in sporov o vprašanjih, ki se nam danes zdijo preprosto rešljiva, se moramo zamisliti v čas širjenja protestantizma in nasprotnega delovanja katoliške obnove. V nasprotju z današnjim pokoncilskim časom je takrat vsaka »novotarija« bila sumljiva, da ne bo vodila v podobno katastrofo, kot je zadela Evropo z razpadom enotnega krščanstva v katoličanstvo, protestantizem in anglikanstvo, tudi Azijo. 
Prva razpoka pri enotnem nastopu jezuitov se je pokazala že pri njegovem prvem nasledniku. On sam je nasprotoval prilagoditvenim prizadevanjem svojega uspešnega predhodnika. 

#### Povod za različno gledanje na prilagajanje
Čeprav zgodovinarji navadno opisujejo delovanje jezuitov kot prilagajanje, drugih redov pa kot neprilagajanje domačim običajem, je bila zadeva bolj zapletena. Tukaj namreč ni šlo za usmeritev redov kot takšnih. Vsi misijonarji so namreč imeli isti cilj: spreobrniti »pogane«. Ljudje na terenu so se v glavnem ujemali v tem, da je neko prilagajanje potrebno; glede načina, koliko, pa so se posamezne osebnosti razlikovale. 
Tako se že Riccijev naslednik Longobardo temeljito razlikoval od svojega predhodnika. Niccolò Longobardo (1559-1654), kitajsko ime Long Huamin (kitajsko: 龍華民), je bil sicilski jezuit na Kitajskem v 17. st. Tja je prispel leta 1597; poslali so ga v področje Šaodžou. Riccijev naslednik je postal 1610 kot vrhovni general za Kitajske misijone.
Čeprav je tudi on bil jezuit – se ni strinjal z Riccijem glede na izraze, ki naj jih Kitajci uporabljajo za izražanje Božjega imena ("Tjan" in "Šangdi"). 
Ko so leta 1630 prispeli na Kitajsko kot misijonarji dominikanci in frančiškani (oziroma njihova veja kapucinov), je spor okužil tudi nje. Še bolj kot verovestniki, so misijonske zadeve zapletali "razsvetljeni" politiki, kar bo v zadnji stopnji pripeljalo ne le do prepovedi nekih obredov, ampak celo do zatrtja Družbe Jezusove.
Sčasoma sta se namreč med misijonarji pojavila dva različna načina delovanja, ki sta jih narekovala dva različna načina razumevanja razmerja med katoliško krščansko vero in krajevno omiko in njenimi izročili. 
Na eni strani so bili tisti, ki so – podobno kot večina jezuitov – nameravali spraviti obe kulturi in novo-spreobrnjencem omogočiti, da tudi po vstopu v krščanstvo še naprej častijo mrtve na način, ki je značilen za kitajsko vero in omiko. Te običaje so smatrali za državljanske navade, ki nikakor niso v nasprotju s katoliškim naukom. Potemtakem bi se smeli udeleževati - seveda le kot navzoči - tudi letno-časovnih obredov v čast nebesom, ki jih je vključeval konfucijevski verski sestav.
Na drugi strani pa so bili misijonarji, največ med kapucini in dominikanci, ki so namesto tega prepovedovali kitajskim spreobrnjencem te običaje v prepričanju, da pomenijo versko prakso, ki je v nasprotju s češčenjem krščanskega Boga.
Stališča jezuitov ni narekovala le namera, da bi morali misijonarji ohranjati strpen in zmeren odnos do stoletne omike ter bi na ta način spodbujali širjenje krščanstva na tem območju, ampak tudi prepričanje, da bi prepoved teh navad lahko ogrozila pripadnost h katolištvu številnih kitajskih pisateljev in vedežev; zato so poudarjali »civilni« vidik teh obredov, saj kot taki ne bi bili v nasprotju s katoliškim učenjem; pri tem so spregledali ali zmanjševali pomen verskih vidikov.
Položaj frančiškanov in dominikancev – ki so večinoma delovali med preprostim ljudstvom – pa je temeljil na prepričanju, da je treba krščanstvo opredeliti skladno tako na Kitajskem kot v Evropi in da bi morali Kitajci, ki so se odločili za spreobrnitev, opustiti starodavne obrede, ki so jih imeli za krščanstvu vzporedne ali celo nasprotne.
Upoštevati moramo torej okolje, v katerem so različni verski redovi delovali: jezuiti so prispeli predvsem na cesarski dvor ter so imeli za sogovornike izobraženi razred in visoko kitajsko uradništvo in pisatelje - ki so na te obrede gledali kot na državljansko dolžnost. Cesar in njegova vladarska hiša Čing (od 1644) so bili mandžurske narodnosti. Ta del prebivalstva je sprejemal konfucijanstvo in njegovo obrednost res bolj iz družbenih in političnih obveznosti kot iz notranjega prepričanja; medtem pa so dominikanci in frančiškani delovali izključno v kitajskem podeželju, in torej v stiku z običajnimi ljudmi, preprostimi po omiki in verskih prepričanjih, ki so bili pri izročilih bolj navezani tudi na njihovo (pogansko) vsebino.

### Zagovorniki in nasprotniki prilagajanja
Jezuitje so postopoma razvili in sprejeli Riccijevo prilagotitveno usmeritev glede na kitajske obrede.Kitajska učenjaška smetana je bila navezana na konfucijanstvo, medtem ko so budizem in daoizem večinoma udejanjali navadni ljudje in nižje plemstvo tega obdobja; vse tri vere pa so sestavljale okvir tako državnega kot domačega življenja. Del konfucijanskih in taoističnih navad je vključeval čaščenje prednikov. Po Riccijevem mnenju je šlo pri Konfuciju za sprejemljivo naravno modroslovje; budizem je pa kot »pokvarjeno konfucijevstvo« smatral za nesprejemljiv.
Poleg jezuitov so v 17. stoletju začeli misijonariti na Kitajskem tudi drugi katoliški verski redovi, kot dominikanci, frančiškani in avguštinci, pogostoma iz španske kolonije Filipini.
V nasprotju z jezuiti so zavrnili (vsaj nekateri od njih) kakršno koli prilagajanje krajevnim običajem in so na Kitajskem želeli uporabiti enako načelo tabula rasa, kot so ga uporabljali tudi drugje, in bili zgroženi nad prakso jezuitov.
Nekateri med njimi so zanetili buren prepir in ga prenesli v Rim. Izpostavili so tri glavna sporna vprašanja:
1. Določitev kitajske besede za Bog, ki je bila splošno sprejeta kot 天主 Tjandžu (kitajsko ime za Boga) pinjin: Tiānzhǔ (Nebeški Gospodar), medtem ko so bili jezuiti pripravljeni dopustiti kitajskim kristjanom uporabo imena 天 Tjan, pinjin: Tiān (Nebesa) ali 上帝 Šangdi, pinjin: Shàngdì (Vrhovni Gospod / Vrhovni cesar)
2. Prepovedati kristjanom udeležbo pri letnočasovnih prazničnih obredih v čast Konfuciju.
3. Prepovedati kristjanom uporabo tablic z napisom »mesto duše« in sledenja kitajskim obredom v zvezi s čaščenjem prednikov.

V Rimu so jezuiti poskušali dokazati, da so bili ti "kitajski obredi" družabne (in ne verske) slovesnosti in da je treba spreobrnjencem omogočiti nadaljnje sodelovanje. Trdili so, da so kitajska ljudska vera in daritve cesarju in čaščenje rajnih prednikov posvetne in ne verske narave in da zato niso nezdružljivi s katolištvom; medtem pa so njihovi nasprotniki trdili, da so te vrste čaščenja izraz domače vere in da so zato nezdružljive s katoliškimi prepričanji.

#### Klemen XI.
Klemenova prizadevanja za ohranitev miru med narodi in ohranjanje cerkvenih pravic v Evropi so doživela polom; pri mirovnih sporazumih Svetega sedeža sploh niso upoštevali; izid španske nasledstvene vojne je pomenil politično za Papeško državo pravo katastrofo in ponižanje; Avstriji je morala odstopiti dele svojega že tako majhnega ozemlja. 
Več uspehov je spočetka žel s svojimi misijonskimi prizadevanji. Ustanavljal je misijonarske šole po Evropi; spodbujal pa je tudi misijonsko delo v tujini, zlasti v Indiji, na Filipinih in na Kitajskem.
Toda prav tu je (morda zaradi svoje malenkostnosti in nepoznavanja stvarnih razmer) doživel še večji poraz oziroma povzročil za Cerkev še hujšo in nepopravljivo škodo. Ena njegovih ozkosrčnih in kratkovidnih odločitev v zvezi z misijoni je imela namreč daljnosežne usodne posledice:
»Njegova odločitev o prepovedi tako imenovanih kitajskih obredov, s katerimi so jezuitje krščansko prakso prilagodili kitajski kulturi, je dejansko uničila cvetoče krščanstvo na Kitajskem.« (Duffy) 
Ta odlok je privedel do nezaupanja, napetosti in odkrite sovražnosti med Kitajci in Cerkvijo ter povzročil zaprtje številnih katoliških misijonov, kakor tudi izgon vseh tujih misijonarjev in mučenje domačih kristjanov. Kljub temu, da je bil cesar sam osebno jezuitom in kristjanom naklonjen, je moral popustiti pod pritiskom svetovalcev in ljudstva, ki so razumeli papežev odlok in nerazumno ravnanje njegovega odposlanca, ki zapleteni nalogi ni bil dorastel, - kar je razmere še poslabšalo - kot žalitev kitajskega vladarja in ljudstva. 
Taka usmerjenost je obveljala več kot 200 let, dokler je nista Pij XI. (1939) in Pij XII. (1940) previdno umaknila.
1. Prvi nesporazum je bil v tem, ker v Rimu nihče ni znal kitajščine.
2. Poleg tega pa niso razumeli načina mišljenja ljudi s čisto drugačno omiko; to pomanjkljivost cesar Kangši izrečno poudarja v svojem odloku o prepovedi krščanstva.[43][44]
3. Glede verskih zadev stvar pravzaprav še danes ni tako kristalno jasna; - vendar je gledanje bolj široko: podobno tistemu, kot so ga imeli papeži na začetkih - in seveda učeni jezuitje skozi modro prilagajanje med delom za kitajske misijone, ki so zapleteno zadevo spoznali in jo dobro preudarili.[45]
4. Moramo pač dopustiti, da je bila papeževa odločitev sad resničnih dvomov, koliko je sodelovanje pri kitajskih obredih dopustno. Ni pa mogoče zanikati, da je spor bil pravzaprav izid in posledica dolgoletnih medsebojnih trenj med redovniki: na eni strani jezuiti, na drugi strani pa frančiškani (oziroma kapucini) in dominikanci. Ti »drugi« - ali vsaj vodilni del - se v misijonarjenju niso prilagajali domači kulturi in posledično tudi niso bili tako uspešni pri spreobračanju domačinov. Večkrat so tožili v Rim jezuitske novotarije, češ da uvajajo poganske navade. Moramo poudariti, da je tukaj šlo samo za nekatere, največkrat vodilne osebe - in ne za cele redove. Morebiti so mislili, da jih vodi le gorečnost za večjo Božjo čast in zveličanje duš, kot bi se od misijonarjev pričakovalo; očitno pa se je k temu prikradla tudi proslula invidia clericalis ('duhovna nevoščljivost'), o kateri papež Frančišek meni - kot je bilo najbrž tudi v kitajskem primeru, da »se hudič poslužuje človeške nevoščljivosti« v poskusu, da bi »onemogočil sadove oznanjevanja evangelija« in da bi to delo oviral ter ga in uničil.[46]
5. Če spremljamo razvoj dogodkov pazljiveje, opazimo, da si glede zapletenega vprašanja kitajskih misijonov pravzaprav sami papeži niso bili na jasnem in da se je zato njihov odnos spreminjal. Nekateri papeži so nove obrede dopuščali, drugi jih trpeli, tretji – med katerimi je bil najkorenitejši ravno Klemen, pa so jih izrečno prepovedovali. V starih krščanskih časih bi papež glede tako važne zadeve sklical koncil, ki si ga pa papeži za časa katoliške obnove niso želeli; saj se je že obnovitveni Tridentinski koncil zavlekel skozi celih 18 let in je v njem sodelovalo kar 5 papežev. Za primerjavo je trajal Drugi vatikanski koncil le 3 leta in sta ga vodila 2 papeža.
6. Očitno je tudi, da so postajali papeži vedno manj naklonjeni jezuitom; manj so upoštevali njihove razloge in so bolj verjeli (večkrat neutemeljenim) očitkom njihovih nasprotnikov, ki so deževali od raznih strani. To je imelo za posledico ne le prepoved uporabe teh ali onih običajev, ampak skorajšnjo popolno prepoved same Družbe Jezusove.[47] Glavni razlogi za tako Cerkvi pravzaprav škodljivo prepoved, so se nahajali vsekakor zunaj katoliške Cerkve ali papeža. Francoski zgodovinar Hazard ocenjuje, da so jezuiti po vsej Evropi in tudi drugod po svetu prišli v nemilost zavoljo dveh usmeritev, ki sta bili značilni za 18. stoletje:
  1. širjenje idej razsvetljenstva in
  2. volje držav, da se zaradi nastopa neomejenega državnega absolutizma popolnoma in dokončno ločijo od cerkvenega vpliva in oblasti.[48]

Popolnoma jasno in nedvomno odobritev prilagajanja domači omiki ni odobril kak papež, ampak ga je celo priporočil Drugi vatikanski koncil (1962-1965) – ko je bila Kitajska za katoliške misijone - vsaj za dolgo prihodnost - dokončno izgubljena.

##### Usodni odloki
Sveti sedež so večkrat obveščali o spornem vprašanju kitajskih obredov. Prvi odlok zoper „kitajske obrede“ je bil objavljen za časa Inocenca X. 1645. Za časa Aleksandra VII. so bili 1656 ti obredi zopet dovoljeni. 
Leta 1693 je apostolski vikar Fudžjana Maigrot izdal v previdni obliki natančne smernice, ki prepovedujejo prilagajanje. Odlok je bil sicer namenjen le za njegovo škofijo; njegove določbe in omejitve pa so začeli uveljavljati tudi drugod po Kitajskem.   
Papež Klemen XI. pa je s tremi zaporednimi listinami odkrito in brezobzirno prepovedal kakršnokoli tozadevno prilagajanje in je kitajske obrede obsodil kot praznoverne in poganske: 
1. apostolska določba Cum Deus optimus z dne 20. novembra 1704;
2. apostolska določba 1710;
3. bula Ex Illa Die 1715.[50]

Papež Klemen XI. je torej obsodil kitajske jezuitske obrede in konfucijanske običaje, ter prepovedal kakršnokoli nadaljnje razpravljanje o tem vprašanju leta 1704, ne da bi se kakorkoli oziral na drugačne odločitve svojih prednikov, s protiobrednim odlokom Cum Deus optimus z dne 20. novembra 1704. 
Prepovedal je uporabo poimenovanja Boga s "Tjan" in "Šangdi", medtem ko je dovolil Tjandžu, kar pomeni Nebeški Gospodar.
1705 je papež poslal papeškega odposlanca k cesarju Kangšiju, da bi mu sporočil odločitev o prepovedi kitajskih obredov. Poslanstvo, ki ga je vodil Tournon, je objavilo prepoved kitajskih obredov januarja 1707, kar je imelo za posledico, da so bili izgnani v Makav.
Kot pika na i pa je sledil še ostrejši in usodnejši Klemenov protiobredni odlok, ki ga je papež objavil 19. marca 1715 kot bulo Ex illa die; le-ta uradno obsoja kitajske obrede kot poganske in jih izrečno prepoveduje:
Papež Klemen XI. želi, da bi bila vsem ljudem na svetu trajno znana naslednja dejstva:
1. Zahod imenuje Boga [(latinsko Deus; angleško God)] stvarnika nebes, zemlje in vsega v vesolju. Ker beseda Bog v kitajščini ne zveni pravilno, zahodnjaki na Kitajskem in kitajski spreobrnjenci v katolištvo že vrsto let uporabljajo izraz »Nebeški gospodar« (Tiāndžǔ). Odslej izrazov, kot sta »Nebesa« [Tiān] in  Šàngdì, ne smejo več uporabljati: Boga je treba obravnavati kot Gospodarja nebes, zemlje in vsega v vesolju. Tablica, na kateri je kitajska beseda »Spoštovanje do nebes«, ne bi smela viseti v katoliških cerkvah in jo je treba takoj odstraniti, če je že tam.
2. Katoliškim spreobrnjencem ni dovoljeno spomladansko in jesensko češčenje Konfucija skupaj s češčenjem prednikov. Ni jim dovoljeno niti tedaj, če se spreobrnjenci v obredu pojavljajo le kot tam navzoči; saj v tem obredu pomeni opazovanje isto kot dejavno sodelovanje pri poganskem obredu.
3. Kitajski uradniki in uspešni kandidati na metropolitanskih, pokrajinskih ali občinskih izpitih, ki so se  spreobrnili v rimokatolištvo, ne smejo opravljati bogoslužja v konfucijanskih hramih prvega in petnajstega dneva v mesecu. Ista prepoved velja za vse kitajske katoličane, ki so kot uradniki pred kratkim prispeli na svoja delovna mesta ali ki so kot študentje nedavno opravili omenjeno skušnjo.
4. Noben kitajski katoličan ne sme častiti prednikov v svojih družinskih hramih.
5. Kitajski katoličan ne sme izvajati obreda češčenja prednikov ne glede na to, ali je doma, na pokopališču ali pri pogrebu. Tega ne sme storiti, četudi bi se nahajal v družbi z nekristjani. Tak obred je poganske narave ne glede na okoliščine.
6. Kljub zgornjim odločitvam sem jasno povedal, da je treba med kitajskimi spreobrnjenci nadalje ohranjati tiste kitajske običaje in izročila, ki jih nikakor ni mogoče razlagati kot poganska. Ta odlok nikakor noče posegati v način, kako Kitajci upravljajo svoje gospodarstvo ali svojo državo. Glede tega, katere šege smejo nadaljevati ali ne, bo papeški odposlanec na Kitajskem sprejel potrebna natančna določila. V odsotnosti papeškega legata bi moral biti za sprejemanje takih odločitev odgovoren vodja kitajskega misijona in kitajski škof. Skratka: dovoljeni bodo tisti običaji in izročila, ki niso v nasprotju z rimokatoličanstvom; tista, ki so z njim v očitnem nasprotju, pa ne bodo dopuščena pod nobenim pogojem.

Njegov naslednik papež Inocenc XIII. se je sicer pri jezuitih šolal, vendar je bil kot papež do njih zelo surov. Pravzaprav jim ni bil nikoli naklonjen, ker je vedno smatral tako imenovane »kitajske obrede« za neke vrste skrivnega malikovanja in verjel obtožbam misijonarjev drugih redovnih družb. Mislil je, da imajo jezuitje na misijonskem področju preveč samostojnosti; svetoval jim je ponižnost in pokorščino grozeč jim v primeru neubogljivosti z zatrtjem (1723), ko da bi predvideval odlok, ki je izšel pol stoletja pozneje. Nedvomno je bila ta grožnja z zatrtjem ene od najbolj urejenih cerkvenih ustanov prava neumnost; še posebno, če upoštevamo, da so druge cerkvene ustanove v tem času postajale nepomembne in obrobne.
Leta 1742 je papež Benedikt XIV. v svoji papeški buli Ex quo singulari ponovil odlok Klemena XI. Benedikt je šel še dalje in je celo zahteval, da morajo misijonarji na Kitajskem položiti prisego, ki jim prepoveduje, da bi o tem vprašanju razpravljali.

### Cesarska prepoved
V začetku 18. stoletja je nasprotovanje Rima kitajskim obredom imelo usodne posledice: privedlo je do izgona katoliških misijonarjev s Kitajskega.
Julija 1706 je odposlanec Tournon s tem tako razjezil cesarja Kangšija, da je izdal ukaz, po katerem naj vsi misijonarji izjavijo, - da bi dobili cesarsko dovoljenje (pjao) za bivanje na Kitajskem - da bodo upoštevali "prilagoditvene smernice Mateja Riccija".
Leta 1721 je cesar Kangši izrazil nestrinjanje s Klemenovim ukazom in kot odgovor prepovedal krščanske misijone na Kitajskem.
V "Kangšijevem odloku" piše med drugim:
 Ob branju tega razglasa sem ugotovil, da so Zahodnjaki resnično malenkostni. Nemogoče se je z njimi pametno pogovarjati, ker ne razumejo pomembnejših vprašanj na način, kot jih razumemo na Kitajskem. Ne poznamo niti enega Zahodnjaka, ki bi bil vešč v kitajskih zadevah; njihove pripombe pa so pogostoma neverjetne in smešne. Če sodimo po tem razglasu, se njihova vera ne razlikuje od drugih majhnih, pobožnjakarskih ločin budizma ali taoizma. Nikoli še nisem videl listine, ki bi vsebovala toliko nesmislov. Da se v prihodnje izognemo nadaljnjim težavam, bo odslej naprej na Kitajskem  Zahodnjakom prepovedano oznanjevanje.

V upanju, da bo spor mogoče urediti po diplomatski poti, je papež poslal na Kitajsko novega nuncija, aleksandrijskega patriarha in kardinala Mezzabarba (1685-1741), ki je kmalu uvidel kočljiv položaj. Po eni strani je skušal doseči uvedbo strogih papeških navodil, po drugi strani pa je iz Makava poslal kitajskim katoličanom pismo, v katerem navaja Osem Mezzabarbovih olajšav, s katerimi je skušal omiliti trdo rimsko stališče. 
V spore so vpletli tudi kitajske spreobrnjence: nekateri so se odzvali z ogorčenimi oporečnimi pismi, knjigami, spisi itd. V ostri in polemični razmejitvi med "dominikanskim" in "jezuitskim" načinom se tkzv. Zahodnjaki sploh niso ozirali na njihov kočljiv položaj, saj kitajski obredi zavzemajo pomembno mesto tako v javnem kot zasebnem življenju.
Najbolj žolčna razprava je potekala med skupino krščanskih pisateljev in katoliškim škofom Crisseyem v jugovzhodni obmorski deželi Fudžjan, pri čemer je kitajska skupina spreobrnjencev podpirala jezuite, manj prilagodljivi škofijski duhovniki ter iberska beraška redova dominikancev in frančiškanov pa sta se postavila na škofovo stran.
Leta 1724 je cesar Jongdženg prepovedal tkim. ločino Nebeškega Gospoda ; tako so v tistem obdobju na Kitajskem zaničljivo poimenovali krščanstvo. Preganjanje je pod njegovo vlado stalno naraščalo.  Medtem ko je ta cesar po eni strani cenil in občudoval umetniška dela jezuitskega slikarja Jožefa Castiglioneja in izredne dosežke zahodne vede in tehnologije, je po drugi strani 1737 celo okrepil protikrščanske ukrepe. 

#### Kočljiv položaj Družbe Jezusove
V Kitajskih misijonih so jezuiti pokazali, da so sposobni ponesti Kristusovo oznanilo tudi v tako nedostopno deželo, kot je bila takrat Kitajska. To je po eni strani spodbulo navdušenje in hvalo, po drugi strani pa nevoščljivost in grajo. 
Če spremljamo razvoj dogodkov pazljiveje, zlahka opazimo, da si glede stališč do kitajskih misijonov pravzaprav niti sami papeži niso bili na jasnem in se je zato njihov odnos spreminjal. Nekateri papeži so nove obrede dopuščali, drugi jih trpeli, tretji – med katerimi je bil najkorenitejši ravno Klemen, pa so jih izrečno prepovedovali. To omejevanje je nadaljeval tudi Benedikt XIV. kar z dvema bulama, v smislu starodavne grožnje: “Carthago delenda est!”=”Kartagino je treba razdejati!”, kar so pravzaprav načrtovali razsvetljenci s svolim lajtmotivom: “Družbo Jezusovo je treba zatreti!”
Očitno je namreč, da so bili papeži vedno manj naklonjeni jezuitom. Če spremljamo številna vtikanja velesil in njihovih poglavarjev v papeške volitve, je temu botrovala vedno močnejša zahteva, da papež prepove Družbo Jezusovo in tako ni imel nobene možnosti za izvolitev tisti kardinal, ki bi bil jezuitom naklonjen. Izvoljeni papeži pa se po eni strani niso hoteli zameriti jezuitom sovražnim vladarjem, po drugi strani pa so vedno bolj verjeli neutemeljenim - deloma tudi utemeljenim očitkom, ki so deževali od raznih strani, kar je imelo za posledico ne le prepovedano uporabo teh ali onih običajev in obredov, ampak skorajšnjo popolno prepoved same Družbe Jezusove (1773).
Postavlja se vprašanje, zakaj so bili skoraj vsi papeži “razsvetljenega” stoletja proti jezuitom? Ta zadnji konklave – v katerem so se kot po čudežu kardinali končno zedinili za Klemena XIV. - je trajal pol leta zaradi nesoglasij med kardinali in tudi zaradi vpletanja vladarjev, ki so obilno izrabljali svojo pravico “veta” tudi z zahtevo, da naj novi papež ne bo naklonjen jezuitom. Kje pa je tičal globlji vzrok te splošne sovražnosti do za Cerkev tako zaslužnega reda? 
Upoštevanja vredne so besede nepristranskega sodobnika, protestantskega zgodovinopisca Schoella v njegovem delu :
| Francoski izvirnik | Nemški prevod | Slovenski prevod |
| --- | --- | --- |
| Vers le milieu du dix-huitième siècle, les révolutionnaires qui visaient á la destruction des monarchies, voulaient avant tout renverser la puissance de l’Église, parce qu’ils savaient que depuis longtemps ses intérêts étaient entièrement liés avec ceux de la puissance monarchique dont, dans des siècles d’ignorance, elle avait souvent été l’ennemie. Mais pour renverser la puissance ecclésiastique, il fallait l’isoler, en lui enlevant l’appui de cette phalange sacrée qui s’était dévouée á la défense du trône pontifical, c’est-á-dire les Jésuites. Telle fut la vraie cause de la haine qu’on voua á cette société. Les imprudences que commirent quelques-uns de ses membres, fournirent des armes pour combattre l’ordre, et la guerre contre les Jésuites devint populaire ; ou plus tôt haïr et persécuter un ordre dont l’existence tenait á celle de la religion catholique et du trône, devint un tiret qui donnait le droit de se dire philosophe. | „Die Umsturzmänner, welche die Zerstörung der Monarchien beabsichtigten, wollten vor allem die Macht der Kirche zugrunde richten. Um dieses auszuführen, mußten sie dieselbe isolieren, indem sie ihr die Stütze jenes geistlichen Kriegsheeres entzogen, welches sich der Verteidigung des päpstlichen Thrones besonders gewidmet hatte, nämlich die Jesuiten. Dieses ist die wahre Ursache des Hasses, den man gegen diese Gesellschaft hegte. Daher gab auch der Haß und die Verfolgung dieses Ordens Anspruch auf das Recht, sich Philosoph zu nennen.“ Die Monarchen, die sich zur Verfolgung und Unterdrückung der Gesellschaft Jesu hergaben, waren also nur die willfährigen Werkzeuge in den Händen der Philosophen zur Zertrümmerung ihrer Throne. | Sredi 18. stoletja so revolucionarji, ki so si prizadevali za uničenje kraljestev, želeli predvsem strmoglaviti oblast Cerkve, saj so vedeli, da so bili njeni interesi že dolgo v celoti povezani z interesi kraljevinske oblasti, katera je bila sicer v stoletjih nevednosti pogosto njena sovražnica. Toda da bi strmoglavili cerkveno oblast, jo je bilo treba osamiti in ji odvzeti podporo tistega svetega krdela, ki se je posvetilo obrambi papeškega prestola, to je jezuitov. To je bil pravi vzrok za sovraštvo, ki je bilo naperjeno proti tej družbi. Nepazljivosti, ki so jih zagrešili nekateri njeni člani, so dale orožje za boj proti redu in tako je vojna proti jezuitom postala priljubljena; zategadelj je sovraženje in preganjanje reda, katerega obstoj je bil odvisen od katoliške vere in prestola, terjalo naziv, ki je dajal pravico, da se kdo imenuje filozof. |

#### Razpustitev Družbe Jezusove
Papež Klemen XIV. pa je kitajskim jezuitskim misijonom zadal končni udarec z zatrtjem družbe Jezusove 21. julija 1773. 
Tako se je pravzaprav končalo cvetoče obdobje Kitajskih misijonov zlasti zaradi hudih zapletov okoli kitajskega obrednega spora, za katerega Rim ni znal najti ustrezne rešitve, ampak je zadevo kratko malo prepovedal. Glavna žrtev pa so vsekakor bili učeni, nesebični in požrtvovalni člani Družbe Jezusove. 
Med njimi je bil tudi naš rojak, takratni ravnatelj cesarskega observatorija, učenjak in mandarin Avguštin pl. Hallerstein. Ko je zvedel, da je jezuitski red v Evropi razpuščen, ga je to tako hudo prizadelo, da ga je zadela srčna kap in je kmalu nato 29. oktobra 1774 umrl v Pekingu. Pokopan je na jezuitskem Džalanskem pokopališču, kjer se nahaja tudi njegov spomenik.
12. novembra 1774, kmalu po njegovi smrti, pa je bil jezuitski red tudi na Kitajskem stvarno zatrt. Tako ni bilo več možnosti, da bi se velikopotezna Riccijeva zamisel nadaljevala in uspešno pripeljala k cilju, a to je bilo: najprej spreobrniti na krščanstvo visoke uradnike mandarine, nato bi se naj krstil cesar, a za njim bi sprejelo katolištvo celo ljudstvo.

## Novi časi

### Razgledani papež Leon XIII.
Učeni in široko razgledani papež Leon XIII. se je osebno zanimal za uspešno in prilagodljivo Riccijevo oznanjevalno metodo. 

### Boksarska vstaja
V naslednjih stoletjih je krščanstvo na Kitajskem preživljalo težke čase in hudo preganjanje, ki je dobilo svoj vrhunec v rasistični boksarski vstaji (1899-1901); uporniki so iz sovraštva do krščanstva in »zahodnjakov« med divjanjem porušili veliko cerkva in misijonskih postaj ter pomorili veliko tujih misijonarjev in redovnic, še več pa domačih katoličanov. Ko so začeli oblegati in napadati celo tuja veleposlaništva, je sledilo mednarodno vojaško posredovanje, ki je prvič in zadnjič združilo najmočnejše svetovne dežele za zaščito veleposlaništev, cerkvenih postojank ter zagotovilo mirno sožitje tujcev in domačinov. Te iste države si bodo kmalu skočile v lase v rusko-japonski vojni (1905), ki ji bo v sorazmerno kratkem časovnem razmiku sledila še veliko bolj krvava in obsežna prva svetovna vojna (1914-1918).

### Papež Pij XII.
Obredni spori so še naprej ovirali prizadevanja Cerkve za pridobivanje novih članov - spreobrnjencev ne le na Kitajskem, ampak tudi po Indiji]in drugod. Nekaj tednov po tem, ko je bil Eugenio Pacelli izvoljen 2. marca 1939 za papeža Pija XII., je naročil Družbi za širjenje vere (latinsko: Congregtio de propaganda fide), naj ublaži nekatere vidike odlokov Klemena XI. in  Benedikta XIV.
Potem, ko so apostolski vikarji prejeli jamstva vlade Mandžukuoja, ki so potrdila zgolj »civilni« oziroma »posvetni« značaj tako imenovanih »kitajskih obredov«, je Sveti sedež dne 8. decembra 1939 izdal odlok Plane Compertum, v katerem je navedeno, da:
1. Katoličani smejo biti navzoči na slovesnostih v počastitev Konfucija v konfucijanskih templjih ali v šolah;
2. V katoliških šolah je dovoljeno postavljati podobo Konfucija ali tablice z njegovim imenom.
3. Katoliški sodniki in študentje lahko nedejavno obiskujejo javne slovesnosti, ki so sicer videti vraževerne.
4. Dovoljeno je in nesporno udejanjati priklanjanje in druge oblike posvetnega spoštovanja pred pokojnikom ali njegovimi podobami.
5. Prisega glede kitajskih obredov, ki jo je predpisal Benedikt XIV., se ne sklada v celoti z najnovejšimi cerkvenimi predpisi in je torej odveč.[71]

Po besedah papeževega življenjepisca Smita je to pomenilo, da kitajske navade niso več veljale za vraževerne, ampak so bile časten način spoštovanja svojih sorodnikov in zategadelj katoliškim kristjanom dovoljene. Konfucijanstvo je bilo na ta način priznano kot filozofija in sestavni del kitajske omike in ne kot poganska religija v ožjem smislu in kot taka v navzkrižju s katolištvom. Kmalu zatem, leta 1943, je kitajska vlada vzpostavila diplomatske odnose s Svetim sedežem. Papežev odlok je na skoraj prevraten način spremenil cerkvene razmere na Kitajskem - in je pravzaprav potrdil pravilnost Riccijeve metode prilagajanja.
Ko je Cerkev začela cveteti, je Pij XII. ustanovil krajevno cerkveno hierarhijo in 18. februarja 1946 imenoval verbita (SVD) Tien Ken-hsina (1890-1967 kitajsko: 田 耕莘), ki je bil od 18. julija 1939 apostolski vikar v Čingdao, za prvega domorodnega Kitajca v kardinalski zbor. Istega leta, 10. maja 1946, je postal pekinški nadškof.

### Drugi vatikanski koncil
Papež Pij XII. (1939-1958) je jasno začrtal smer, ki jo je nadaljeval njegov naslednik sveti papež Janez XXIII. (1958-1963), ki se ga je prav zaradi njegove odprtosti svetu in vsem ljudem dobre volje oprijel vzdevek Janez Dobri. Dotedanje domnevno načelo: »Kar ni dovoljeno, je prepovedano« je prekucnil na glavo v: »Kar ni prepovedano, je dovoljeno.« V tem pomenu se je od prejšnje svetobežnosti teološka misel približala temu in takemu svetu, kot je danes. Izvirna beseda Janeza XXIII. za ta nov odnos do sveta je podanašnjenje, (italijansko aggornamento) ki je postalo splošno sprejeta smer v Cerkvi in ga je sprejel tudi Drugi vatikanski koncil, kakor tudi vsi nadaljnji papeži vključno s Frančiškom.
Približanje današnjemu svetu izraža zajetna koncilska konstitucija Gaudium et spes, ki je v slovenščino prevedena z značilnim naslovom kot Cerkev v sedanjem svetu (CS), kjer beremo: 
Drugi vatikanski vesoljni cerkveni zbor se obrača s svojo besedo ne le na sinove Cerkve in na vse tiste, ki kličejo Kristusovo ime, ampak na vse ljudi. Vsemu človeštvu ponuja vzpostavitev vesoljnega bratstva. Za izvrševanje te naloge je Cerkev dolžna preiskovati znamenja časov in jih razlagati v luči evangelija.
Glede misijonske dejavnosti koncil naroča prilagajanje; njegovo zametovanje in prepovedovanje sta nanesla skozi zgodovino veliko škode misijonom, zlasti še kitajskim. V dogmatični konstituciji o Cerkvi Lumen gentium pa je podano praktično navodilo, ki popolnoma sprejema nekdanje jezuitske metode:
S svojim delovanjem Cerkev dosega, da se vse, karkoli je zasejano dobrega v srcu in duhu ljudi ali v posebnih obredih in omikah raznih narodov, ne le ne uničuje, ampak ozdravlja, povzdiguje in izpopolnjuje v Božjo slavo, v osramočenje hudega duha in v osrečevanje človeka. Vsakteri Kristusov učenec je dolžan, da po svojih močeh razširja vero. 
To isto misel srečamo v koncilskem odloku o misijonski dejavnosti Cerkve Ad gentes in sicer v pravšnjem in malo drugačnem okviru: 
Karkoli se je kakor po neki skrivni Božji navzočnosti nahajalo resnice ali milosti pri narodih, ozdravlja zlega okuženja in vrača začetniku vsega tega, to je Kristusu, ki uničuje satanovo oblast in odvrača raznovrstno zločinsko zlobo. Karkoli je zasejano dobrega v srcu in duhu ljudi ali v posebnih obredih in omikah raznih narodov, ne le ne uničuje, ampak ozdravlja, povzdiguje in izpopolnjuje v Božjo slavo, v osramočenje hudega duha in v osrečevanje človeka. Tako teži misijonska dejavnost k polnosti ob koncu časov. 

### Papež Frančišek
To novo stališče prilagajanja je pravzaprav staro kot krščanstvo. Že apostolski zbor v Jeruzalemu se je ukvarjal z vprašanjem, kako oznanjati krščanstvo »poganom«; niso jim naložili celotne Mojzesove postave in obreze, ampak je prišlo do sporazumne rešitve za oboje - tako rekoč do prilagajanja njihovim razmeram. 
Za današnji čas to nujno prilagajanje skuša razložiti v svoji okrožnici Vsi smo bratje (3. oktober 2020) papež Frančišek, ko posredno zavrača prenapete postopke nekaterih svojih prednikov, ko pravi: 
Sv. Bonaventura razlaga, da druge kreposti, brez ljubezni, s strogostjo ne dopolnjujejo zapovedi, »kakor jih razume Bog«. Duhovno zgradbo človeškega bivanja določa ljubezen, ki je v zadnji presoji »merilo za končno odločitev o vrednosti ali nevrednosti človeškega življenja«. Vendar poznamo kristjane, ki mislijo, da je njihova veličina v tem, da svojo ideologijo vsiljujejo drugim, bodisi z nasilno obrambo resnice bodisi z velikim dokazovanjem moči. Vsi kristjani moramo priznavati tole: na prvem mestu je ljubezen; ljubezni ne smemo nikoli postaviti na kocko; največja nevarnost je – ne ljubiti . Sveti Tomaž nam skuša natančno pojasniti, v čem je ljubezen, ki jo Bog omogoča s svojo milostjo. To razloži kot nagnjenje, ki je osredinjeno na drugega zato, »ker ga ima za edino sebi enako bitje«. 
Po prihodu na oblast so Mao Cetungovi komunisti poleg hierarhije, ki so jo sestavljali Rimu zvesti škofje, uspeli vzpostaviti tako imenovano »Kitajsko narodno Cerkev« – katere škofje so bili posvečeni brez ali celo zoper papeževo privolitev. Papežu zvesti škofje so bili preganjani, mnogi od njih so dolga leta čemeli po ječah ali tako imenovanih prevzgojnih taboriščih. 1952 so bili namreč vsi tuji misijonarji – več tisoč – izgnani s Kitajskega. Med njimi je bilo tudi precej slovenskih misijonarjev; med drugimi tudi Božja služabnika salezijanec Andrej Majcen ter frančiškan Aleš Benigar. 
Da pa je Riccijeva prilagojevalna metoda uspešna celo v tako težavnih razmerah, je pokazal tudi eden največjih uspehov pontifikata »prvega jezuitskega papeža«. Papež Frančišek je namreč preklical izobčenje oziroma neurejen položaj za sedem škofov, ki jih je postavila država in so bili posvečeni brez papeške odobritve. Ta začasna ureditev je nastopila 22. septembra 2018. Uspešen dogovor sta istočasno sporočila kitajska vlada In vatikansko državno tajništvo. Tak korak je bil možen na temelju osnovne misli zadnje papeževe okrožnice, ki temelji na Kristusovih besedah: »Eden je vaš učitelj (tj. Kristus); vi vsi pa ste (si med seboj) bratje«.

### Izvirni navedki
1. 1 2 3 4  Kuiper, Kathleen (31. avgust 2006). »Chinese Rites Controversy (Roman Catholicism) -- Britannica Online Encyclopedia«. Encyclopædia Britannica. Pridobljeno 19. februarja 2013. The continuing controversy involved leading universities in Europe, was considered by eight popes and by the Kangxi emperor...
2. ↑  Pacific Rim Report No. 32, February 2004,  Arhivirano 2 February 2017 na Wayback Machine. The Chinese Rites Controversy: A Long Lasting Controversy in Sino-Western Cultural History] by Paul Rule, PhD
3. 1 2 3  George Minamiki (1985). The Chinese rites controversy: from its beginning to modern times. Loyola University Press. ISBN 978-0-8294-0457-9. Pridobljeno 20. februarja 2013.
4. ↑  Edward G. Gray; Norman Fiering (2000). The Language Encounter in the Americas, 1492–1800: A Collection of Essays. Berghahn Books. str. 117. ISBN 978-1-57181-210-0. Pridobljeno 20. februarja 2013.
5. ↑  Sacrosanctum concilium, para. 37. »Archived copy«. Arhivirano iz prvotnega spletišča dne 21. februarja 2008. Pridobljeno 9. februarja 2008.{{navedi splet}}:  Vzdrževanje CS1: arhivirana kopija kot naslov (povezava)
6. ↑  Betanija; francosko: Béthanie; kitajsko: 伯大尼修院
7. ↑  »District Council Constituency Boundaries - Southern District (Sheet 1)« (PDF). Electoral Affairs Commission. Pridobljeno 30. marca 2021.
8. ↑  »Leaflet about Béthanie« (PDF). Arhivirano iz prvotnega spletišča (PDF) dne 27. maja 2010. Pridobljeno 8. septembra 2009.
9. ↑  »List of Graded Historic Buildings in Hong Kong (as at 21 September 2012)« (PDF). Arhivirano iz prvotnega spletišča (PDF) dne 18. junija 2018. Pridobljeno 28. aprila 2021.
10. ↑  F. Chobot. A pápák története. str. 394.395.
11. ↑  Urbaniana = Papeška univerza Urbaniana v Rimu (latinsko Pontificia Università Urbaniana; angleško Pontifical Urban University; italijansko Pontificia università urbaniana; kitajsko: 宗座傳信大学) s svetopisemskim geslom: Euntes docete! (Mt 28,19: Pojdite in učite!)
12. ↑  F. Chobot. A pápák története. str. 395.
13. 1 2  Mantienne, pp. 177-8.
14. ↑   Alessandro Valignano', včasih Valignani (kitajsko: 范禮安 Fàn Lǐ’ān; 1539 Chieti – 1606 Macau) je bil italijanski jezuit, pisatelj in misijonar)
15. ↑  »Archived copy«. Arhivirano iz prvotnega spletišča dne 20. decembra 2005. Pridobljeno 1. februarja 2006.{{navedi splet}}:  Vzdrževanje CS1: arhivirana kopija kot naslov (povezava)
16. ↑  Thomas J. Campbell (1921). The Jesuits 1534-1921: A History of the Society of Jesus from Its Foundation to the Present Time. New York: The Encyclopedia Press. str. 173.
17. ↑  »Dialogo sulla missione degli ambasciatori giapponesi alla curia romana e sulle cose osservate in Europa e durante tutto il viaggio«. ibs.it. Pridobljeno 27. aprila 2021.
18. ↑  »Il Cerimoniale per i Missionari del Giappone a cura di Josef Franz Schütte, nuova edizione anastatica con saggio introduttivo di Michela Catto pp. XXVI-362, 28 tavv., 2 incisioni, Roma data stampa: 2011 isbn: 978886372231«. ibs.it. Pridobljeno 27. aprila 2021.
19. 1 2 3  Mantienne, p. 178.
20. ↑  Rule, Paul A. (2010). »What Were "The directives of Matteo Ricci" Regarding the Chinese Rites?« (PDF). Pacific Rim Report (54). Arhivirano iz prvotnega spletišča (PDF) dne 10. septembra 2016. Pridobljeno 4. marca 2013.
21. ↑  Mantienne, p.179.
22. ↑  Missions, p. 4.
23. ↑  Missions, p. 5. Original French: "Ne mettez aucun zèle, n'avancez aucun argument pour convaincre ces peuples de changer leurs rites, leurs coutumes et leur moeurs, à moins qu'ils ne soient évidemment contraires à la religion et à la morale.  Quoi de plus absurde que de transporter chez les Chinois la france, l'Espagne, l'Italie, ou quelque autre pays d'Europe ?  N'introduisez pas chez eux nos pays, mais la foi, cette foi qui ne repousse ni ne blesse les rites, ni les usages d'aucun peuple, pourvu qu'ils ne soient pas détestables, mais bien au contraire veut qu'on les garde et les protège."
24. 1 2 3  Marcel Launay; Gérard Moussay (24. januar 2008). Les Missions étrangères: Trois siècles et demi d'histoire et d'aventure en Asie. Librairie Académique Perrin. str. 77–83. ISBN 978-2-262-02571-7. Pridobljeno 20. februarja 2013.
25. ↑  Istruzione per i vicari apostolici della Cocincina, del Tonchino e della Cina (1659), in Sacrae Congregationis de Propaganda Fide memoria rerum, vol. III/2, Rom-Freiburg-Wien, Herder 1976, pp. 696-704; cfr. Jean Guennou, L'Instruction de 1659 aux vicaires apostoliques français, in Les missions catholiques, nuova serie, IX, 1959.
26. ↑  Needham, Joseph; Ronan, Colin A. (20. junij 1985). The Shorter Science and Civilisation in China. Cambridge University Press. ISBN 978-0-521-31536-4.
27. 1 2 3  Mantienne, p. 180.
28. ↑  Zhidong Hao (28. februar 2011). Macau: History and Society. Hong Kong University Press. str. 133–. ISBN 978-988-8028-54-2. Pridobljeno 4. marca 2013.
29. ↑  Udias, Agustin (1994). »Jesuit Astronomers in Beijing 1601–1805«. Quarterly Journal of the Royal Astronomical Society. 35: 463. Bibcode:1994QJRAS..35..463U.
30. ↑  Needham, Joseph (1958). Chinese astronomy and the Jesuit mission: an encounter of cultures. China Society occasional papers ; no. 10. China Society. OCLC 652232428.
31. 1 2 3 4 5 6 7  Jocelyn M. N. Marinescu (2008). Defending Christianity in China: The Jesuit Defense of Christianity in the "Lettres Edifiantes Et Curieuses" & "Ruijianlu" in Relation to the Yongzheng Proscription of 1724. str. 29, 33, 136, 240, 265. ISBN 978-0-549-59712-4. Pridobljeno 20. februarja 2013.[mrtva povezava]
32. ↑  Stephen Neill (1964). History of Christian Missions. Penguin Books. Pridobljeno 20. februarja 2013.
33. ↑  Don Alvin Pittman (2001). Toward a Modern Chinese Buddhism: Taixu's Reforms. University of Hawaii Press. str. 35–36. ISBN 978-0-8248-2231-6. Pridobljeno 4. marca 2013.
34. ↑  Jesus in history, thought, and culture. 2. K - Z. ABC-CLIO. 2003. str. 170. ISBN 978-1-57607-856-3. Pridobljeno 4. marca 2013. ... an Edict of Toleration, elevating Christiainity to the same status as Buddhism and Daoism.
35. ↑  Lach, Donald Frederick; Van Kley, Edwin J. (1998). Asia in the Making of Europe. Zv. 3. University of Chicago Press. str. 371. ISBN 9780226467658.
36. 1 2 3 4  Stewart J. Brown; Timothy Tackett (2006). Cambridge History of Christianity: Volume 7, Enlightenment, Reawakening and Revolution 1660-1815. Cambridge University Press. str. 463. ISBN 978-0-521-81605-2. Pridobljeno 4. marca 2013. Whereas from a missionary perspective the focus is on the sharp demarcation between the so-called 'Jesuit' and 'Dominican' positions, the role of the Chinese converts has been largely ignored. 'Their involvement in the controversy through books, pamphlets, letters of protest etc. shows that they were truly imbedded in a Chinese society in which rites occupied an important place.'
37. ↑  Mantienne, pp. 177-80.
38. ↑  D. E. Mungello (2. november 2012). The Great Encounter of China and the West: 1500–1800. Rowman & Littlefield. str. 97. ISBN 978-1-4422-1975-5. Pridobljeno 20. februarja 2013.
39. ↑  Philippe Buc (2001). The Dangers of Ritual. Between Early Medieval Texts and Social Scientific Theory. Princeton University Press. str. 179–188. ISBN 978-0691144429. Pridobljeno 19. septembra 2018.
40. ↑  Donald Frederick Lach; Edwin J.. Van Kley (1998). East Asia. University of Chicago Press. str. 195. ISBN 978-0-226-46765-8. Pridobljeno 20. februarja 2013.
41. ↑  A. Franzen. Pregled povijesti Crkve. str. 268.
42. 1 2  Dun Jen Li (1969). China in transition, 1517-1911. Van Nostrand Reinhold. Pridobljeno 4. marca 2013.
43. 1 2  Robert Richmond Ellis (6. avgust 2012). They Need Nothing: Hispanic-Asian Encounters of the Colonial Period. University of Toronto Press. str. 69. ISBN 978-1-4426-4511-0. Pridobljeno 20. februarja 2013.
44. ↑  »Giuliano Mori: Natural theology and ancient theology in the Jesuit China mission«. Taylor and Francis. 5. september 2019. Pridobljeno 19. maja 2021.
45. ↑  »Der Teufel bedient sich des Neides bei dem Versuch, die Verkündigung des Evangeliums zu vereiteln. Der Teufel will durch Neid auf Macht die Kirche zerstören, sagt Papst Franziskus«. CNN. 9. maj 2020. Pridobljeno 21. aprila 2021.
46. 1 2  »Clement XI«. Catholic Encyclopedia. 1913. Pridobljeno 10. aprila 2021.
47. ↑  Hazard, Paul (1960): Evropska misel v XVIII. stoletju, Državna založba Slovenije, Ljubljana, str. 102 - 108.
48. ↑  »Narodi, religije in misijon v dokumentih drugega vatikanskega koncila« (PDF). Bogoslovni Vestnik 79(2) DOI:10.34291/BV2019/02/Avsenik. Januar 2019. Pridobljeno 19. marca 2021.
49. 1 2  »La controversia dei Riti Cinesi«. Teodorico Pedrini. Pridobljeno 25. aprila 2021.
50. ↑  Alfred Owen Aldridge (1997). Crosscurrents in the Literatures of Asia and the West: Essays in Honor of A. Owen Aldridge. University of Delaware Press. str. 53. ISBN 978-0-87413-639-5. Pridobljeno 4. marca 2013.
51. ↑  »中國教會的禮儀之爭（1715年）«. Arhivirano iz prvotnega spletišča dne 24. septembra 2015. Pridobljeno 4. avgusta 2013.
52. ↑  现代欧洲中心论者对莱布尼茨的抱怨 Arhivirano 4 July 2009 na Wayback Machine.
53. ↑  Mantienne, pp. 177-82.
54. ↑  J. Laboa. La storia dei papi. str. 306.
55. ↑  James MacCaffrey (30. junij 2004). The History of the Catholic Church From The Renaissance to the French Revolution Volume 1. Kessinger Publishing. str. 202. ISBN 978-1-4191-2406-8. Pridobljeno 20. februarja 2013.
56. ↑  Kangxi  (kitajsko 康熙帝, izg.Kāngxīdì oziroma Kang-ži; 1654 – 1722), rojen kot Xuan Ye (kitajsko 玄燁 izg.Xuányè), je bil tretji kitajski cesar iz hiše Qing (izg. Čing); bil je drugi vladar celotne Kitajske od 1661 do 1722 in je po dolžini vladanja med kitajskimi cesarji na prvem mestu, saj je zavladal z osmimi leti starosti
57. ↑  Peter Tze Ming Ng (3. februar 2012). Chinese Christianity: An Interplay Between Global and Local Perspectives. BRILL. str. 152–. ISBN 978-90-04-22574-9. Pridobljeno 4. marca 2013.
58. ↑  Marcia R. Ristaino (13. februar 2008). The Jacquinot Safe Zone: Wartime Refugees in Shanghai. Stanford University Press. str. 21. ISBN 978-0-8047-5793-5. Pridobljeno 20. februarja 2013.
59. ↑  D. E. Mungello (1. november 2012). The Great Encounter of China and the West, 1500–1800. Rowman & Littlefield Publishers. str. 28. ISBN 978-1-4422-1977-9. Pridobljeno 4. marca 2013. Rites Controversy debate was most intense in Fujian province where an active group of Christian literati debated with a combative Catholic bishop named Charles Maigrot de Crissey (1652-1730). European missionaries divided largely on the lines of religious orders and nationalities. The Jesuits largely supported the Chinese while the Iberian mendicants (Dominicans and Franciscans) and secular priests were less accommodating.
60. ↑  ločina Nebeškega Gospoda - kitajsko tradicionalno: 天主的一個教派, izg. Tiānzhǔ de yīgè jiàopài; poenostavljeno: 天主的一个教派, Tianzhujiao
61. ↑  Thomas H. Reilly, 2004, "The Taiping Heavenly Kingdom: Rebellion and the Blasphemy of Empire," Seattle, WA:University of Washington Press, p. 43ff, 14ff, 150ff, ISBN 0295984309, see , accessed 18 April 2015.
62. ↑  francosko: Maximilien Samson Frédéric Schoell, nemško: Maximilian Samson Friedrich Schöll (1766-1833) je bil zgodovinar, starinar, filolog, knjižničar in francoski veleposlanik v službi pri Pruskem dvoru
63. ↑  Cours d`histoire Tome 44. p. 71
64. ↑  »Cours d'histoire des états européens, depuis le rouleversement de l'empire Romain d'occident jusqu'en 1789«. Maximilien Samson Frédéric Schoell. 1834. Pridobljeno 1. februarja 2022.
65. ↑  »Die Verfolgung insbesondere der Jesuiten«. Katholish Glauben.info. 2. avgust 2018. Pridobljeno 1. februarja 2022.
66. ↑  »Breve del sommo pontefice Clemente XIV Dominus ac Redemptor«. Libreria Editrice Vaticana. 21. julij 1773. Pridobljeno 18. maja 2021.
67. ↑  »Hallerstein, Avguštin (1703–1774)«. Slovenska biografija. Pridobljeno 18. maja 2021.
68. ↑  Matthew Bunson; Monsignor Timothy M Dolan (1. marec 2004). OSV's Encyclopedia of Catholic History. Our Sunday Visitor Publishing. str. 228. ISBN 978-1-59276-026-8. Pridobljeno 20. februarja 2013.[mrtva povezava]
69. ↑  Christina Miu Bing Cheng (1999). Macau: A Cultural Janus. Hong Kong University Press. str. 78. ISBN 978-962-209-486-4. Pridobljeno 20. februarja 2013.
70. ↑  S.C.Prop. Fid., 8 Dec 1939, AAS 32-24. (The Sacred Congregation of Propaganda)
71. ↑  Smit, pp. 186–7.
72. 1 2  Smit, p. 188.
73. ↑  »Thomas Cardinal Tien Ken-hsin (Tienchensing), S.V.D.«. David M. Cheney. 18. november 2020. Pridobljeno 18. aprila 2021.
74. ↑  »Narodi, religije in misijon v dokumentih drugega vatikanskega« (PDF). Bogoslovni Vestnik 79(2) DOI:10.34291/BV2019/02/Avsenik. Januar 2019. Pridobljeno 19. marca 2021.
75. ↑  CS 2.1, 3.2, 4.1
76. ↑  Prim. papež Benedikt XV., apostolsko pismo Maximum illud: AAS 11 (1919) 440, 451s. Papež Pij XII., okrožnica Fidei donum, 21. aprila 1957: AAS 49 (1957) 236.237
77. ↑  C 17
78. ↑  C 17. Sveti Avguštin: De civitate Dei 19, 17: PL 41, 646. Navodilo Družbe za širjenje vere: Collectanea I, št. 135, str. 42.
79. ↑  Po Origenovem nauku je treba oznanjati evangelij pred koncem tega sveta: Hom. in Lucam, XXI: GCS, Orig. IX 136, 21s. Sveti Tomaž Akvinski: Summa Theol. 1-2q. 106 a. 4 ad 4.
80. ↑  M 9, 2.
81. ↑  Apd 15, 1-29, zlasti zadnja vrstica.
82. ↑   »Secundum acceptionem divinam« (Commentaria in III librum Sententiarum Petri Lombardi, Dist. 27, a. 1, q. 1, concl. 4).
83. ↑  Papež Benedikt XVI., Okrožnica Bog je ljubezen – Deus caritas est (25. 12. 2005), 15: AAS 98 (2006), 230.
84. ↑  prim. 1 Kor 13,1-13
85. ↑  Sv. Tomaž Akvinski: Summa Theologiae II-II, q. 27, art. 2, resp.
86. ↑  »Vatican signs provisional agreement with China on naming bishops«. Catholic News Service (CNS). 27. september 2018. Arhivirano iz prvotnega spletišča dne 21. aprila 2021. Pridobljeno 21. aprila 2021.
87. ↑  okrožnica Vsi smo bratje: Ljubezen, ki se odpira (t. 95)
88. ↑  Mt 23,8